# Henk Sneevlietweg
De Henk Sneevlietweg is een straat met een middenberm die deel uitmaakt van de doorgaande stadsroute S107 in de subwijken Overtoomse Veld en Slotervaart in Amsterdam Nieuw-West. De straat werd op 2 april 1975 opengesteld en begint bij het Aalsmeerplein als autoweg en loopt westwaarts waarbij de Anthony Fokkerstraat
gelijkvloers wordt gekruist en de Naaldwijkstraat ongelijkvloers. Halverwege ligt de ongelijkvloerse aansluiting op Ringweg A10, waarvoor de straat is aangelegd. Daarna wordt de straat gelijkvloers en kruist de Ringspoorbaan, waarvoor een doorgraving noodzakelijk was, en loopt de straat door tot de Johan Huizingalaan waarbij hier aan de zuidzijde een fietspad met voetpad is gelegen.
De straat kwam ter vervanging van het deel van de Sloterweg tussen het Aalsmeerplein en de Johan Huizingalaan dat al eerder in verband met werkzaamheden voor de Ringweg buiten gebruik was gesteld.
Op 1 juni 1986 werd het viaduct van de Spoorlijn Amsterdam Centraal - Schiphol over de Henk Sneevlietweg ingebruik genomen en op 28 mei 1997 volgde aan de oostzijde hiervan de metrobaan met het viaduct van metrostation Henk Sneevlietweg.
Aan de straat zelf bevinden zich geen huisnummers maar een tweetal zijstraten aan het zuidwestelijke gedeelte van de straat die ook de naam Henk Sneevlietweg dragen, hebben een huisnummer aan de straat waaronder de stadsdeelwerf Slotervaart.
Buslijn 68 van het GVB rijdt over de weg tussen het metrostation en de Johan Huizingalaan maar wordt geëxploiteerd door het touringcarbedrijf Jan de Wit. Sinds 28 mei 1997 rijdt metrolijn 50 over de straat en heeft er een station evenals metrolijn 51 sinds 3 maart 2019.
De straat werd bij een raadsbesluit van 14 februari 1973 vernoemd naar Henk Sneevliet, een Nederlands politicus en actief figuur in de vakbeweging.

## Trivia
- Station Amsterdam Aletta Jacobslaan was een gepland, maar nooit gebouwd spoorwegstation in Amsterdam. Het station zou aangelegd worden aan de Amsterdamse Ringspoorbaan en wel ten westen van het huidige metrostation. Het station staat vermeld in een officiële uitgave van de Nederlandse Spoorwegen uit 1986.[2]

- In de jaren tachtig waren er plannen om tramlijn 16 te verlengen via een route onder of boven de Schinkel en via de middenberm van de Henk Sneevlietweg en Louwesweg naar Nieuw Sloten en de Middelveldsche Akerpolder. Naast de hoge kosten voor een brug of tunnel onder de Schinkel was er veel verzet van de bewoners. Dit plan is echter, mede als gevolg van de uitslag van het referendum in 1995 over het weilandje Vrije Geer in Sloten, die bebouwing van dat weilandje met verlenging van de trambaan van de huidige tramlijn 2 afwees, nooit uitgevoerd.